# 帕斯托区
帕斯托区（匈牙利語：Pásztói járás），是匈牙利诺格拉德州的一个区，总面积551.56平方公里，总人口31,729人（2011年），人口密度58人/平方公里。中心城市为帕斯托。

## 市镇
帕斯托区包含一个城镇和25个村庄。